# Embolia cerebral
La embolia cerebral es un tipo de infarto cerebral (accidente cerebrovascular), es decir, se trata de una enfermedad vascular que afecta a las arterias del cerebro o a las que llegan a este.
El problema se produce debido a la obstrucción de un vaso sanguíneo, lo que lleva a la formación de coágulos en la sangre. Estos coágulos se pueden generar en cualquier parte del cuerpo, y posteriormente viajan por el torrente sanguíneo hasta el cerebro, produciendo una embolia.
Al ocurrir esto, las células del cerebro quedan sin oxígeno y pierden su función, con lo que producen daño cerebral, lo que compromete la vida, o deja secuelas permanentes en el paciente, tales como parálisis o trastornos del habla.

## Causas
Si bien la mayoría de los infartos cerebrales son causados por la Aterosclerosis, es decir, la acumulación de placas de colesterol en el interior de las arterias, en el caso de las embolias su principal culpable son las enfermedades cardíacas, como por ejemplo las arritmias, que es cuando el corazón late de forma desordenada. Lo que hace la arritmia es producir un enlentecimiento del flujo de la sangre en el interior de los vasos sanguíneos. Con eso se facilita la formación de coágulos, los que se pueden desprender en cualquier momento y comenzar su viaje hasta el cerebro. También se debe a aire que entra en nuestro organismo de forma intravenosa.

## Síntomas
Las primeras señales de una embolia cerebral tienen un inicio súbito y se caracterizan por:
- Entumecimiento o debilidad repentina de la cara, brazo o la pierna (especialmente a un lado del cuerpo).
- Confusión repentina, dificultad para hablar o para entender el habla.
- Problemas repentinos para ver con uno o ambos ojos.
- Dificultad repentina para caminar, mareos, pérdida del equilibrio o coordinación.
- Dolor de cabeza severo y repentino sin causa conocida.

## Diagnóstico
Lo primero que se debe hacer ante un caso como este es acudir a un servicio de urgencias, donde un médico especialista debe realizar un examen neurológico al paciente. Esto consiste en una revisión física, donde el neurólogo identifica los síntomas e inspecciona a la persona.
Como complemento, es importante realizar tres tipos de exámenes:
- Scanner: se toma una fotografía del cerebro, donde lo que se busca es descubrir si el paciente sufre una hemorragia o un infarto.
- Resonancia magnética de difusión: permite ver los infartos a los pocos minutos de producidos, de una manera más rápida que el escáner.
- Angioresonancia magnética: ve las arterias cerebrales y reconoce cuál es la que está dañada.

## Tratamiento

### Fase inicial o aguda
- Trombolisis endovenosa: a través de la vena se administra una droga que disuelve los coágulos. Esto sólo se puede hacer dentro de las primeras tres horas desde que ocurrió el evento.
- Trombolisis intraarterial: se realiza un procedimiento por medio del cual se introduce un catéter desde la región inguinal (de la ingle), el que llega hasta la zona dañada y ahí se instila una droga que disuelve el coágulo. El plazo máximo para realizar este tratamiento es de seis horas desde el inicio de los síntomas.

### Fase de seguimiento
- En los cuadros de embolia aguda transitoria por arterioesclerosis de las arterias carótidas se puede realizar la endarterectomía carotídea. Se trata de una incisión en el cuello, para acceder hasta la arteria carótida y abrirla. Ahí se realiza una limpieza de las placas de colesterol que hay en su interior.
- Rehabilitación de las funciones afectadas, tanto motoras como de otro orden.
- Medicamentos anticoagulantes o antiagregantes plaquetarios como la Aspirina o similares.
- Control de la hipertensión arterial.

- Datos: Q5830653
- Multimedia: Intracranial embolism / Q5830653